# Cecilia Hidalgo Tapia

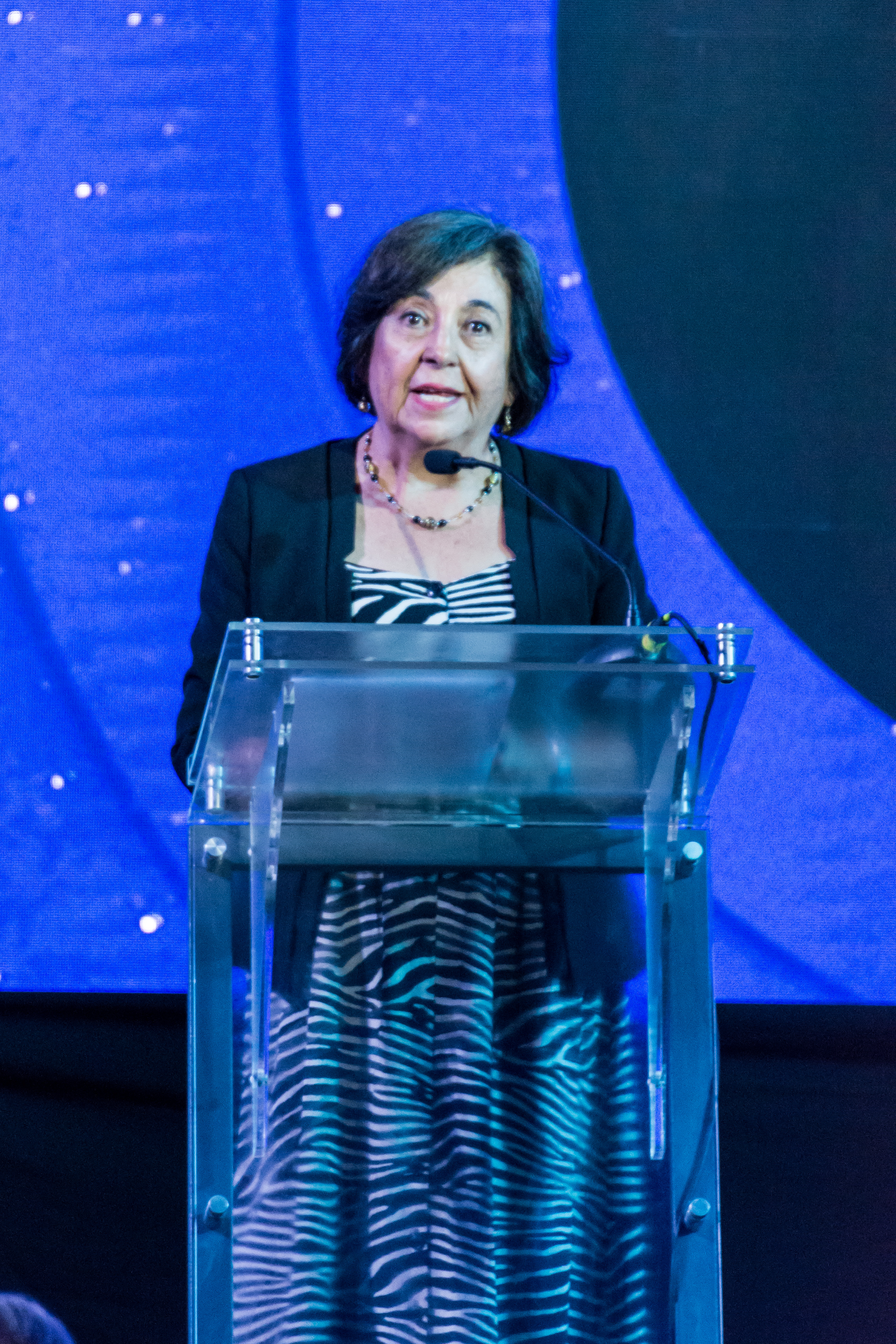
Cecilia Hidalgo Tapia

Cecilia Hidalgo Tapia (* 1941) ist eine chilenische Biochemikerin. Sie war die erste naturwissenschaftliche Doktorin an der Universität in Chile. 2006 erhielt sie als erste Frau den nationalen Naturwissenschafts-Preis.

## Leben
Hidalgo studierte an der Universität von Chile und machte ihren Abschluss 1965 in Biochemie. Vier Jahre später wurde sie an derselben Hochschule promoviert. Danach war sie in den Vereinigten Staaten als Postdoktorandin am nationalen Gesundheitsinstitut tätig. Zwischen 1992 und 1993 erhielt sie das Guggenheim-Stipendium.
Zwischen 1984 und 2002 lehrte sie als Dozentin am Zentrum für naturwissenschaftliche Studien (Centro de Estudios Científicos) und seit 1984 auch an der Fakultät für Medizin der Universität Chile. Von 1995 bis 2001 war sie Mitglied der beratenden Kommission des Präsidenten in naturwissenschaftlichen Fragen. Zwischen 2001 und 2003 leitete sie das Programm des Instituts für Zellbiologie und molekulare Biomedizin. Sie ist Direktorin des FONDAP Zentrum für Molekulare Zellstudien und Mitglied der medizinischen Fakultät der Universität Chiles. Außerdem ist sie Vizepräsidentin der beratenden Kommission für die Stiftung junger Wissenschaftler.
2004 wurde sie von der Universität von Chile mit der Amanda Labaras Verdienst-Medaille ausgezeichnet. Diese ehrt Frauen, die in ihrem Berufsfeld außergewöhnliche Beiträge zur Kultur und für ihr Land geleistet haben. 2006 bekam sie als erste Frau den nationalen Naturwissenschafts-Preis. Eines ihrer Studiengebiete ist die Regulierung des Calciumgehalts innerhalb der Zelle.